# Episodi di Superboy (prima stagione)
La prima stagione della serie televisiva Superboy è stata trasmessa negli Stati Uniti d'America tra il 1988 e il 1989.
| nº | Titolo originale                  | Titolo italiano                | Prima TV USA     | Prima TV Italia |
| -- | --------------------------------- | ------------------------------ | ---------------- | --------------- |
| 1  | The Jewel of Techacal             | Il gioiello di Techacal        | 8 ottobre 1988   |                 |
| 2  | A Kind of Princess                | Una strana principessa         | 15 ottobre 1988  |                 |
| 3  | Back to Oblivion                  | L'incubo ritorna               | 22 ottobre 1988  |                 |
| 4  | The Russian Exchange Student      | La studente russa              | 29 ottobre 1988  |                 |
| 5  | Countdown to Nowhere              | Conto alla rovescia            | 5 novembre 1988  |                 |
| 6  | Bringing Down the House           | Un successo esplosivo          | 12 novembre 1988 |                 |
| 7  | The Beast and Beauty              | Concorso di bellezza           | 19 novembre 1988 |                 |
| 8  | The Fixer                         | Foto scottanti                 | 26 novembre 1988 |                 |
| 9  | The Alien Solution                | L'alieno                       | 3 dicembre 1988  |                 |
| 10 | Troubled Waters                   | Ricchezza nascosta             | 10 dicembre 1988 |                 |
| 11 | The Invisible People              | Un posto di lavoro             | 21 gennaio 1989  |                 |
| 12 | Kryptonite Kills                  | Misterioso frammento           | 28 gennaio 1989  |                 |
| 13 | Revenge of the Alien: Part 1      | Il ritorno dell'alieno parte 1 | 4 febbraio 1989  |                 |
| 14 | Revenge of the Alien: Part 2      | Il ritorno dell'alieno parte 2 | 11 febbraio 1989 |                 |
| 15 | Stand Up and Get Knocked Down     | Comici alla ribalta            | 18 febbraio 1989 |                 |
| 16 | Meet Mr. Mxyzptlk                 | Mr Mixyzptlik                  | 25 febbraio 1989 |                 |
| 17 | Birdwoman of the Swamps           | La donna delle paludi          | 4 marzo 1989     |                 |
| 18 | Terror from the Blue              | Corruzione                     | 11 marzo 1989    |                 |
| 19 | War of the Species                | Androidi contro umani          | 18 marzo 1989    |                 |
| 20 | Little Hercules                   | Piccolo Ercole                 | 15 aprile 1989   |                 |
| 21 | Mutant                            | Plutonio                       | 22 aprile 1989   |                 |
| 22 | The Phantom of the Third Division | Fantasmi del passato           | 29 aprile 1989   |                 |
| 23 | Black Flamingo                    | Controllo della mente          | 6 maggio 1989    |                 |
| 24 | Hollywood                         | La macchina del tempo          | 13 maggio 1989   |                 |
| 25 | Succubus                          | Un successo misterioso         | 20 maggio 1989   |                 |
| 26 | Luthor Unleashed                  | La guerra privata di Luthor    | 27 maggio 1989   |                 |